# 真山惠衣
真山 惠衣（まやま けい、1960年7月16日 - ）は、日本の女性俳優、声優。福島県出身。NOS所属。
以前は劇団集団バーストマン、芹川事務所、芸能プロダクション・E&A、Office HATTA、希楽星（預り）に所属していた。女優業と並行して音響制作会社のオムニバスプロモーション（2013年廃業）に勤務し、録音演出助手や制作担当を務めていたほか、同社が音響制作を担当した作品で声優として出演することもあった。

## 出演作品

### テレビドラマ
- 君の瞳をタイホする! 第10話（1988年3月7日、フジテレビ）
- 仮面ライダーBLACK 第43話（1988年8月7日、MBSテレビ）
- 土曜ワイド劇場 松本清張作家活動40年記念・一年半待て（1991年6月8日、テレビ朝日）※1991年版
- デパート!夏物語（1991年7月2日 - 9月3日、TBS）
- ドラマ愛の詩 のんのんばあとオレ（1991年8月19日 - 1991年8月23日、NHK）
- 月曜ドラマスペシャル 霊感商法株式会社〜星に呪いを〜「卒業」（1991年8月19日、TBS）
- NHK大河ドラマ 信長 KING OF ZIPANGU（1992年1月5日 - 12月13日、NHK）
- NHK連続テレビ小説 ひらり（1992年10月5日 - 1993年4月3日、NHK）
- 金曜ドラマシアター 主婦たちのざけんなヨIII「OLでナゼ悪い!?」（1992年10月16日、フジテレビ）
- NHKドラマ新銀河 トーキョー国盗り物語（1993年4月5日 - 5月6日、NHK）
- 月曜ドラマスペシャル 女管理人 芦屋野々子の推理（1994年3月7日、TBS）
- NHK連続テレビ小説 春よ、来い 第2部 第274回（1994年10月3日 - 1995年9月30日、NHK）
- BS日曜ドラマ 藏（1995年6月4日 - 7月9日、NHK BS2）
- 花王 愛の劇場 ぐっどあふたぬ〜ん（1997年6月2日 - 7月18日、TBS）
- ぼくの魔法使い 第8話（2003年6月7日、日本テレビ）
- 花嫁は厄年ッ!（2006年7月6日 - 9月21日、TBS） - 農園労働者 役
- 土曜ドラマ 人生はフルコース 第2話（2006年7月15日、NHK）
- 金曜エンタテイメント 奥さまは警視総監 第1作（2006年7月21日、フジテレビ）
- 水曜劇場 夫婦道 第1シリーズ（2007年）第四回（2007年5月3日、TBS） - 摘み子 役
- 千の風になって ドラマスペシャル第3弾 金曜プレステージ・土曜プレミアム はだしのゲン（2007年8月10日、8月11日、フジテレビ）
- 金曜ドラマ Around40〜注文の多いオンナたち〜（2008年4月11日 - 6月20日、TBS）

### 映画
- トーキング・ヘッド（1992年、監督・脚本：押井守、エンボディメント・フィルムズ/バンダイビジュアル） - 色指定担当：アヤ 役
- NIGHT HEAD 劇場版（1994年11月3日、監督・原作：飯田譲治、東宝）
- スーパーの女（1996年6月15日、監督・脚本：伊丹十三、東宝） - ドリップの客 役
- マルタイの女（1997年9月27日、監督・脚本：伊丹十三、東宝）
- フラガール（2006年9月23日、監督・脚本：李相日、シネカノン）
- 百万円と苦虫女（2008年7月19日、監督・脚本：タナダユキ、日活）

### 舞台
- 「夜明け前」（演出：木村光一、新国立劇場）
- 「三婆」（芸術座）

### CM
- 日清食品「カップヌードル」
- エスエス製薬「コンタック」
- カルビー「やきもろこし」応接室編・カラオケボックス編
- 八十二銀行 そろそろ建て替え編・家族会議編
- 大阪ガス「ヌック」
- ヤマダ電機
- セイコーエプソン「エプソン・カラリオ」家族編
- アサヒビール「ビアっ子生」冬の幸編
- マクドナルド「月見バーガー」

### テレビアニメ
- 楽しいムーミン一家（馬）
- らんま1/2

1991年
- アニメひみつの花園（村人）
- 人魚姫 マリーナの冒険（役名表記無、召使2）

1992年
- カリメロ（2作目）（おばさん）
- 楽しいムーミン一家 冒険日記（村人）

1995年
- 鬼神童子ZENKI（牛女(憑依獣・火堕裸)）

1996年
- ハーメルンのバイオリン弾き（アダージョ）

2007年
- ひだまりスケッチ（岸の母親、ラジオの声3）

2008年
- ひだまりスケッチ×365（岸の母）

### OVA
- 機動警察パトレイバー（紅組司会）

1990年
- デビルマン 妖鳥死麗濡編

1991年
- 1月にはChristmas

### 劇場版アニメ
1997年
- もののけ姫

### ドラマCD
1990年
- 光輪伝サムライトルーパー（看護婦A）※ドラマアルバム

1991年
- しあわせのかたち番外編

1997年
- 「ゼルマの詩集」原作：ゼルマ・Ｍ＝アイジンガー／秋山宏 訳・解説【岩波ジュニア新書】（ユダヤ人女性）

### 方言指導
- 橋田壽賀子ドラマ 渡る世間は鬼ばかり（TBS）
- 月曜ドラマシリーズ 夢みる葡萄 〜本を読む女〜 第6回 - 第8回（2003年11月10日 - 24日、NHK）【相馬ことば指導】

### その他
- 〈ナレーション〉カセット文庫『風の大陸 第一部』（1990年）
- 〈音楽CD・コントの企画〉今賀瞬〜バーストマン愛しのソングブックVol.1〜（1992年7月22日、キングレコード）
- 〈音楽CD〉「OH!Va・3ハリケーン」（1993年3月24日）
- 〈ラジオドラマ〉文化放送『エーベルージュ伝説／CD Vol.2 - 5』（1997年）（ヘルムス・アキテーヌ 役）